# Instituto Federal de Mato Grosso
O Instituto Federal de Educação, Ciência e Tecnologia de Mato Grosso (IFMT),  é uma instituição de ensino público básica, profissional e superior, pluricurricular e multicampi, especializada na oferta de educação profissional e tecnológica nas diferentes modalidades de ensino em Mato Grosso, vinculado ao Ministério da Educação e criado mediante integração do Centro Federal de Educação Tecnológica de Mato Grosso, do Centro Federal de Educação Tecnológica de Cuiabá e da Escola Agrotécnica Federal de Cáceres.
O IFMT tem no Estado de Mato Grosso a sua área de atuação geográfica, conta com desceis campi em funcionamento, além da sua Reitoria instalada em Cuiabá. Para efeito da incidência das disposições que regem a regulação, avaliação e supervisão da instituição e dos cursos de educação superior, o IFMT é equiparado às universidades federais.

## Missão
É missão do IFMT proporcionar a formação científica, tecnológica e humanística nos vários níveis e modalidades de ensino, pesquisa e extensão, de forma plural, inclusiva e democrática, pautada no desenvolvimento socioeconômico local, regional e nacional, preparando o educando para o exercício da profissão e da cidadania com responsabilidade ambiental.

## Objetivos
O IFMT tem os seguintes objetivos :
ministrar educação profissional de nível técnico, prioritariamente na forma de cursos integrados, para os concluintes do ensino fundamental e para o público da educação de jovens e adultos;
ministrar cursos de formação inicial e continuada em todos os níveis e modalidades, objetivando a capacitação, o aperfeiçoamento, a especialização e a atualização de profissionais, nas áreas da educação, ciência e tecnologia;
realizar pesquisas aplicadas, estimulando o desenvolvimento de soluções técnicas e tecnológicas, estendendo seus benefícios à sociedade;
desenvolver atividades de extensão de acordo com os princípios e finalidades da educação profissional e tecnológica, em articulação com o mundo do trabalho e os segmentos sociais, e com ênfase na produção, desenvolvimento e difusão de conhecimentos científicos e tecnológicos;
estimular e apoiar processos educativos que levem à geração de trabalho e renda e à emancipação do cidadão na perspectiva do desenvolvimento socioeconômico local e regional; e
ministrar em nível de educação superior:
cursos superiores de tecnologia visando à formação de profissionais para os diferentes setores da economia;
cursos de licenciatura, bem como programas especiais de formação pedagógica, com vistas na formação de professores para a educação básica, sobretudo nas áreas de ciências, e para a educação profissional;
cursos de bacharelado e engenharia, visando à formação de profissionais para os diferentes setores da economia e áreas do conhecimento;
cursos de pós-graduação lato sensu de aperfeiçoamento e especialização, visando à formação de especialistas nas diferentes áreas do conhecimento; e
cursos de pós-graduação stricto sensu de mestrado e doutorado, que contribuam para promover o estabelecimento de bases sólidas em educação, ciência e tecnologia, com vistas ao processo de geração e inovação de conhecimentos educacionais, científicos e tecnológicos.

## Professores do IFMT
Professores do instituto, na sua maioria, possuem Pós-doutorado, Doutorado ou Mestrado. Professores bem qualificados, alguns com dedicação exclusiva, promovem assim um excelente ensino, fazendo que todos os anos o IFMT ocupe as melhores vagas na classificação do ENEM no estado de Mato Grosso. Um exemplo de qualificação é da professora Sandra Maria de Lima, do IFMT Campus Cuiabá, recebeu recentemente o prêmio internacional "TOP 100 Engineers" (Cem melhores engenheiros) e teve seu nome incluído na publicação "2000 Outstanding Intellectuals of the 21st Century - 2011" (2000 Intelectuais Ilustres do Século XXI). As homenagens foram prestadas pelo Centro Biográfico Internacional de Cambridge (International Biographical Centre of Cambridge - IBC).

## Campi
- Campus Cuiabá - Octayde Jorge da Silva
- Campus Cuiabá-Bela Vista
- Campus São Vicente
- Campus Cáceres
- Campus Barra do Garças
- Campus Campo Novo do Parecis
- Campus Confresa
- Campus Juína
- Campus Pontes e Lacerda
- Campus Rondonópolis
- Campus Sorriso.
- Campus Sinop.
- Campus Avançado Diamantino
- Campus Avançado Lucas do Rio Verde.
- Campus Várzea Grande.
- Campus Alta Floresta.
- Campus Primavera do Leste.

## CampusCuiabá - Cel. Octayde Jorge da Silva
O Campus Cuiabá Octayde Jorge da Silva, é campus de fundação do Instituto Federal em Mato Grosso, fundado em 1909, é o campus sede da unidade federativa. O maior campus do estado, com vários cursos, incluindo cursos técnicos (Agrimensura, Informática, Eletrônica, Eletrotécnica, Telecomunicações, Secretariado, Edificações, e Eventos) e superiores (Engenharia da Computação, Engenharia de Controle e Automação, Rede de Computadores, entre outros).
No ensino médio integrado ao ensino técnico, o Campus Cuiabá é referência em todo o estado, por em todos os anos no ENEM alcançar os maiores padrões estaduais, ficando por vários anos consecutivos nos três primeiros lugares.

## História
O IFMT - Campus Cuiabá - Cel. Octayde Jorge da Silva foi fundado em 23 de setembro de 1909, através do decreto n.º 7.566, de 23 de setembro de 1909, de autoria do Presidente da República Nilo Peçanha. Inaugurado em 1° de janeiro de 1910 como Escola de Aprendizes Artífices de Mato Grosso (EAAMT), tinha como objetivo munir o aluno de uma arte que o habilitasse a exercer uma profissão e a se manter como artífice.
Em 1930, a EAAMT vinculou-se ao Ministério da Educação e Saúde Pública e, em 13 de janeiro de 1937, através da Lei nº 378, as Escolas de Aprendizes Artífices receberam a denominação de Liceus Industriais. No entanto, somente em cinco de setembro de 1941, via Circular nº 1.971, a EAAMT assumiu oficialmente a denominação de Liceu Industrial de Mato Grosso (LIMT).
A partir da década de 1940, o ensino nacional passou por uma reforma denominada Reforma Capanema. Por meio dela, o LIMT transformou-se em Escola Industrial de Cuiabá (EIC), em função do Decreto-Lei nº 4.127, de 25 de fevereiro de 1942. A escola passou, assim, a oferecer o ensino profissional com cursos industriais básicos e de mestria de alfaiataria, sapataria, artes do couro, marcenaria, serralharia, tipografia e encadernação.
Através da Lei nº 3.552, de 16 de fevereiro de 1959, a EIC adquiriu personalidade jurídica própria e autonomia didática, administrativa, técnica e financeira. Com a expedição da primeira Lei de Diretrizes e Bases da Educação Nacional (LDB) nº 4.024, de 20 de dezembro de 1961, passou a oferecer o ensino profissional com cursos ginasiais industriais equiparados aos de 1º grau do ensino médio.
Em 20 de agosto de 1965, transformou-se em Escola Industrial Federal de Mato Grosso (EIFMT), em função da Lei n.º 4.759. Três anos depois, a Portaria Ministerial n.º 331, de 17 de junho de 1968, alterou a lei anterior e a escola industrial passou a denominar-se Escola Técnica Federal de Mato Grosso (ETFMT).
Com a reforma do ensino de 1º e 2º graus (antigos ginasial e colegial), introduzida pela Lei 5.692, de 11 de agosto de 1971, a ETFMT acabou de vez com os antigos cursos ginasiais industriais (1° grau), e passou a oferecer o ensino técnico de 2º grau integrado ao propedêutico. Além disso, deixou de atender, especificamente, alunos do sexo masculino, com a aceitação de mulheres nos referidos cursos.
Com o advento da Nova LDB nº 9.394, de 20 de dezembro de 1996, o ensino profissional deixou de ser integrado ao propedêutico e a ETF passou a oferecer, separadamente, o ensino médio (antigo propedêutico) e a educação profissional de nível técnico. Pelo Decreto Presidencial de 16 de agosto de 2002, publicado no Diário Oficial da União (DOU) em 19 de agosto de 2002, a ETFMT transformou-se em Centro Federal de Educação Tecnológica de Mato Grosso, nos termos da Lei n.º 8948/94. A partir daí, além do ensino médio e da educação profissional de nível técnico, a instituição passou a oferecer a educação profissional de nível tecnológico e a pós-graduação em nível Lato Sensu.
Através da Lei nº 11.892, de 29 de dezembro de 2008, publicada no DOU de 30 de dezembro de 2008, é criado o Instituto Federal de Educação, Ciência e Tecnologia de Mato Grosso (IFMT), mediante integração dos Centros Federais de Educação Tecnológica de Mato Grosso e de Cuiabá, e da Escola Agrotécnica Federal de Cáceres.

## CampusCampo Novo do Parecis
O Campus Campo Novo do Parecis é um dos dezessete Campi do Instituto Federal de Mato Grosso (IFMT), criado com a publicação da Lei n. 11.892, sancionada pelo presidente Luiz Inácio Lula da Silva em 29 de dezembro de 2008. Os outros dezessete Campi do IFMT são os seguintes: Cuiabá - Octayde Jorge da Silva, Cuiabá - Bela Vista, São Vicente da Serra, Cáceres, Barra do Garças, Confresa, Juína, Pontes e Lacerda, Rondonópolis, Sorriso, Sinop, Lucas do Rio Verde, Alta Floresta (destaque nas Artes Cênicas), Diamantino, Várzea Grande e Guarantã Do Norte.
Em todo País, foram criados 38 Institutos Federais de Educação, Ciência e Tecnologia. No Estado de Mato Grosso, o IFMT é resultante da junção de três importantes escolas federais: Centro Federal de Educação Tecnológica de Mato Grosso (CEFET MT), Centro Federal de Educação Tecnológica de Cuiabá (CEFET Cuiabá) e Escola Agrotécnica Federal de Cáceres (EAF Cáceres).
A federalização da antiga Escola Agrotécnica Municipal Dorvalino Minozzo, em Campo Novo do Parecis, aconteceu no ano de 2008, quando o CEFET Cuiabá instalou uma Unidade de Ensino Descentralizada (UNED) no município. Com a criação dos Institutos, a UNED Parecis passou a ter o status de Campus do IFMT, ganhando autonomia administrativa, inclusive a de criar cursos e expedir diplomas nos níveis médio, técnico e superior.
Neste mesmo ano de 2008, foram realizados o concurso público para contratação de servidores, além do primeiro Vestibular, que ofereceu 35 vagas para o curso superior de Licenciatura em Matemática. Ao final do ano, um novo Vestibular e Exame de Seleção foi realizado, selecionando novos 280 alunos para a Instituição, que passa a contar com o ensino médio integrado ao ensino Técnico em Agropecuária, e os cursos superiores de Agronomia, Licenciatura em Matemática e Tecnologia em Agroindústria. Atualmente, a Instituição conta com 315 alunos, prevendo um crescimento para 1500 alunos em um prazo de mais quatro anos.

## CampusAlta Floresta
Criado em 2014, com suas atividades acadêmicas iniciadas em 2015, conta hoje com dois cursos de Bacharelado sendo eles Administração e Zootecnia, além dos notáveis cursos técnicos integrados, Administração e Agropecuária. Um dos mais novos campus que promete uma inovação em arte e esporte. Com quase quatro anos completo já conta com um grupo de teatro chamado Fulcro Abstração, um Grêmio estudantil que se concretizou com muita luta, e várias medalhas dos JIFS em qual participou até a etapa nacional, e não deixando de lado o terceiro lugar na MOBFOG.
O Campus tem dificuldades em entender que a democracia é essencial para o sucesso, e que os alunos são peça chave para sua existência e devem participar das decisões que lhes afetarão, apesar das dificuldades e barreiras o Grêmio Estudantil Força Jovem foi criado exatamente para criticar as decisões monárquicas da Direção.
O grupo de teatro do Campus, Fulcro Abstração representou o IFMT no Festival de Artes de Goiás realizado pelo IFG, e hoje é um dos maiores destaque em Artes de toda a rede federal de Mato Grosso.

## CampusSão Vicente da Serra
IFMT - Campus São Vicente. Colégio Agrícola que começou a ser construído em 4 de julho de 1939 e fundado como Aprendizado Agrícola vinculado à Superintendência do Ensino Agrícola e Veterinário do Ministério da Agricultura, em 14 de abril de 1943 pelo Decreto-Lei nº. 5.409, assinado pelo Presidente da República Getulio Vargas.
Depois houve sucessivas mudanças no nome da escola:
- Decreto-Lei nº. 6.495 / 12 de maio de 1944 – A escola recebeu o nome de Aprendizado Agrícola Gustavo Dutra;
- Decreto Lei nº. 53.558 / 13 de fevereiro de 1964 – O nome da escola mudou para Ginásio Agrícola Gustavo Dutra;
- Decreto nº. 83.935 / 4 de setembro de 1979 – A denominação foi mudada para Escola Agrotécnica Federal de Cuiabá-MT;
- Em 16 de agosto de 2002 – A escola foi transformada em Centro Federal de Educação Tecnológica. Concedendo a instituição o direito de oferecer cursos superiores de tecnologia e cursos superiores para formação de professores, com autonomia;

## Cursos
Campus Cuiabá Octayde Jorge da Silva (Centro):
Departamento da Área de Eletro-eletrônica:
- Engenharia de Controle e Automação (Bacharel)
- Tecnologia em Automação Industrial (Tecnólogo)
- Eletroeletrônica (Técnico integrado ao ensino médio)
- Eletrônica (Técnico integrado ao ensino médio)
- Eletrotécnica (Técnico integrado ao ensino médio)

Departamento da Área de Construção Civil:
- Tecnologia em Construção de Edifícios (Tecnólogo)
- Tecnologia em Controle de Obras (Tecnólogo)
- Geoprocessamento (Tecnólogo)
- «Edificações» (Técnico integrado ao ensino médio)
- «Agrimensura» (Técnico integrado ao ensino médio)

Departamento da Área de Serviços:
- Secretariado Executivo (Bacharel)
- Gestão e Habilitação em Secretariado (Técnico integrado ao ensino médio)
- «Eventos» (Técnico integrado ao ensino médio)

Departamento da Área de Informática:
- Engenharia da Computação (Bacharel)
- Redes e Computação Distribuída (Pós-graduação)
- Tecnologia em Desenvolvimento de Sistemas para Internet (Tecnólogo)
- Tecnologia em Redes de Computadores (Tecnólogo)
- Informática (Técnico integrado ao ensino médio)

Campus Bela Vista:
- Engenharia de Alimentos (Bacharel)
- Química (Licenciatura)
- Tecnologia em Gestão Ambiental (Tecnólogo)
- Biotecnologia (Técnico integrado ao ensino médio)
- Meio Ambiente (Técnico integrado ao ensino médio)
- Química (Técnico integrado ao ensino médio)

## Comunidade dos Alunos
- Site IFMT
- «Facebook - Instituto Federal de Mato Grosso»
- Grupo no Facebook do IFMT
- «Grupo no Facebook do IFMT - Campus Bela Vista»